# Fashion Outlets of Las Vegas

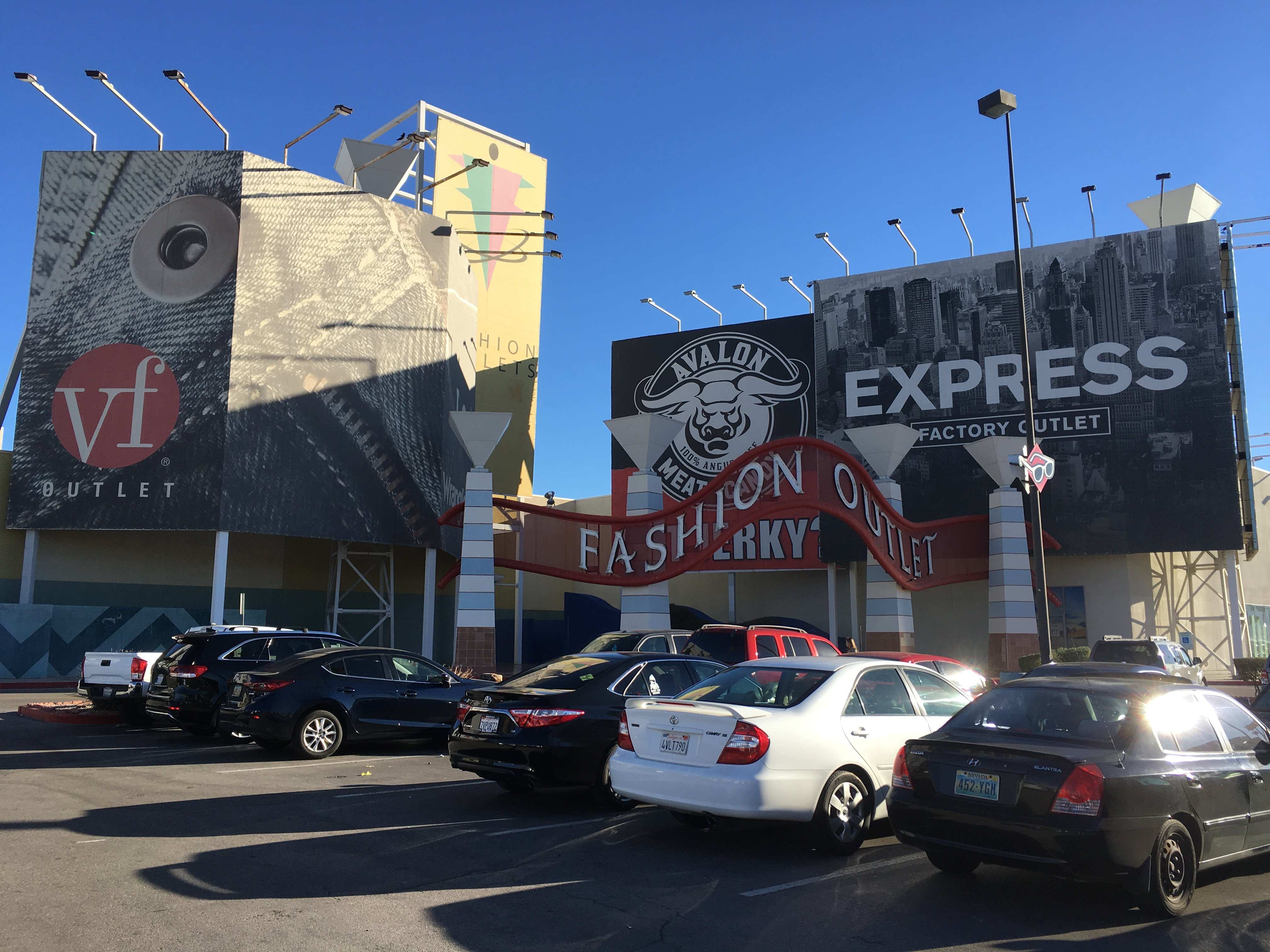
Fashion Outlets of Las Vegas

Fashion Outlets of Las Vegas es un centro comercial de 371,000 pies cuadrados localizado en Primm, Nevada, propiedad de Primadonna Resorts. Su dirección es 32100 Las Vegas Boulevard South, justo en la interestatal 15 en la línea estatal de California, unas cuarenta millas al sudeste de Las Vegas. El centro comercial tiene más de cien tiendas y restaurantes incluyendo Versace, Polo Ralph Lauren Factory Store, y Last Call de Neiman Marcus. 
Un bus opera desde el centro comercial y Las Vegas.
El centro comercial está dividido en dos áreas temáticas; El Área Urbana y el Área de South Beach. El centro comercial se cierra durante ciertas festividades como el Día de Acción de Gracias y Navidad. El Fashion Outlets está conectado con el Primm Valley Resort, y el Ford car en donde Bonnie and Clyde fueron asesinados en el resort casino. 

## Historia
Fue abierto en 1998 como el Las Vegas Outlet Mall. 
El centro comercial está planeando de construir más de 521,000 sq ft. según un anuncio de Talisman Cos.